# Кикони
Киконите (на гръцки: Κίκονες) са тракийско племе, което е обитавало в края на II и началото на I хил. пр. Хр. района между реките Места и Марица, с център град Исмар, разположен в подножието на планината Исмар, на южния бряг на Тракия. Пръв го споменава Омир (вер. VІІІ в. пр. н. е.), който говори за Исмар на киконите (Hom. Od. IX, 39), където живее Марон, син на Евантий и жрец на Аполон, който закриля Исмарос (Hom. Od. IX, 197). Сведението на Херодот (484 г.пр.н.е.- 425 г.пр.н.е.), за езеро Исмарида, разположено между Маронея и града на тасосците Стрюме (Hdt.VII, 109), поставя хидронима на запад от Маронея, с което разширява периметъра на използваното име. Аполодор (ІІ в.пр.н.е.) говори за сина на Евмолп, Исмар, който отишъл при тракийския цар Тегирий и се оженил за неговата дъщеря (Apollod. Bibl. 3, 15, 4). Тук, несъмнено за отбелязване е, че името Исмар се свързва с тракийската царска институция. Страбон (64 г.пр.н.е.- 21 г.от н.е.) говори за Ксантея, Маронея и Исмарос, които са градове на киконите.
Воини от племето са споменати във 2 песен на Илиада като участници в Троянската война на страната на троянците, предвождани от Евфем и Ментес.
В Одисея, Одисей и неговите сподвижници превземат Исмар, разграбват съкровищата, поробват много кикони, опожаряват града и вземат жените им. Оцелелите извикват на помощ многобройни кикони от съседни селища, които отблъскват пришълците. Според Омир, киконите били храбри и се биели много добре, както на бойни колесници, така и пеша. В същия пасаж се разказва за срещата на Одисей с киконския цар и жрец на Аполон – Марон.
Киконите са споменати и в поемата Метаморфози на Овидий. В книга 10, в историята на Орфей и Евридика, Овидий пише „После, с шафранен плащ облечен, по въздушната бездна отново отлетя Хименей, към бреговете на отдалечените кикони,
там не за добро го призовава гласа на Орфей“.
Според изследователи киконите са били известни със златодобива си, който се е предавал като наследствен занаят.